# مرزیجران
مرزیجران ( مربوط به شهرستان اراک)، روستایی از توابع بخش مرکزی شهرستان اراک در استان مرکزی ایران است. این روستا در ۴ کیلومتری غرب اراک واقع است ، بیشتر مردم این روستا یه کشاورزی مشغول هستند. 
از بهشت زهرا اراک به نواحی بالا دامنه منطقه مرزیجران است.

## علت نامگذاری نام مرزیجران
واژه مرزگران از ۳ جزء «مرز»، «گر» و «ان» تشکیل شده‌است. جزء اول در مفهوم زمین‌های مرزی می‌باشد؛ همچنین به زمین‌های قابل زراعت در دامنه کوه‌ها نیز مرز گفته می‌شود. جزء دوم به معنای کوه می‌باشد و جزء آخر از ادات اتصاف و معرف مکان است که در نهایت ترکیب این ۳ جزء، مفهوم «زمین‌های مرزی یا زمین‌های کوهستانی قابل زراعت» را می‌رساند که با موقعیت جغرافیایی روستا نیز همخوانی دارد.
یکی از مناطق خوش آب و هوا مرزیجران شهرک ویلایی فرهزاد (معروف به کهریز پایین) واقع در کیلومتر پنج جاده فراهان روبروی جاده آزاد مرز آباد می‌باشد.
باغ ویلاهای مرزیجران که در بالای کمربندی قرار دارد، بسیار مشهور است و از اب و هوایی بسیار عالی برخوردار است.
یکی از بهترین مناطق ویلایی مرزیجران در خیابان مرجان (لوله نفت سابق) قرار دارد.

## جمعیت در سال ۱۳۸۵
براساس سرشماری مرکز آمار ایران در سال ۱۳۸۵، جمعیت آن ۳٬۰۸۱ نفر (۸۳۶خانوار) بوده‌است.